# Arbeidernes kommunistparti
Arbeidernes kommunistparti var ett norskt maoistiskt parti som bildades i hemlighet 1972 och sedan officiellt i februari 1973. Partiet upplöstes 2007 och uppgick i Rødt.

## Partiledare
| Periode   | Navn              |
| --------- | ----------------- |
| 1973–1975 | Sigurd Allern     |
| 1975–1984 | Pål Steigan       |
| 1984–1988 | Kjersti Ericsson  |
| 1988–1992 | Siri Jensen       |
| 1992–1997 | Solveig Aamdal    |
| 1997–2006 | Jorun Gulbrandsen |
| 2006–2007 | Ingrid Baltzersen |

## Källa
- Rognlien, Jon; Brandal Nikolai. 1973- (2009) (på norska). Den store ML-boka: norsk maoisme sett nedenfra. Oslo: Kagge. Libris 12087836. ISBN 978-82-489-0877-7